# Nachtjagdgeschwader 2
2-га ескадра нічних винищувачів (нім. Nachtjagdgeschwader 2 (NJG 2) — ескадра нічної винищувальної авіації Люфтваффе за часів Другої світової війни. Ескадра почала формування 1 вересня 1940 року з розгортання авіагрупи I./NJG 2, й завершила завершилося створенням восени 1944 року IV/NJG 2 і V/NJG 2, які, однак, участі у бойових діях не брали. Загалом NJG 2 мала у своєму складі п'ять авіаційних груп, озброєних нічними винищувачами Bf 110, Ju 88 тощо. NJG 2 була одним з підрозділів протиповітряної оборони, що протистояла стратегічним бомбардуванням авіації Королівських ПС і авіації армії США в кампанії зі Стратегічної повітряної оборони Рейху.

## Історія частини
I./NJG 2 була сформована 1 вересня 1940 року з елементів 1./ZG 1 на базі II./Nachtjagdgeschwader 1 (NJG 1). Вона стала першим формуванням, що носив ім'я 2-ї ескадри нічних винищувачів, якої ще не існувало в природі. Основною авіабазою I./NJG 2 був голландський аеродром, розташований у Гілзе-Реєн, звідки група виконувала дальні нічні винищувальні польоти над Північним морем і британським узбережжям.
II. група почала своє формування спочатку як окремий «штаффель» на основі 1./Zerstörergeschwader 2 (ZG 2). Офіційно повноцінна група була розгорнута 1 листопада 1941 року. Для формування її придавали підрозділи 4. і 6./NJG 1. 1 жовтня 1942 року вона стала IV./NJG 1, а існуюча III./NJG 2 стала новою II./NJG 2 з цього часу.
III./NJG 2 була сформована в березні 1942 року і 1 жовтня 1942 року стала йменуватися II./NJG 2. Друге формування відбулося в липні 1943 року з V./Nachtjagdgeschwader 6 (NJG 6). 30 жовтня 1944 року III./NJG 2 була знову перейменована на IV./Nachtjagdgeschwader 3 (NJG 3). А у свою чергу існуюча IV./NJG 3 стала новою III./NJG 3 у цій ескадрі. 30 жовтня 1944 року була сформована IV./NJG 2 з I./NJG 7 і 23 лютого 1945 року вона стала називатися NSGr 30. Остання V./NJG 2 була сформована шляхом перепідготовки III./Kampfgeschwader 2, але ця група не набула оперативних спроможностей. Штаб та штабна ескадрилья NJG 2 були сформована лише 1 листопада 1941 р. Таким чином, існуючі групи діяли самостійно або як доповнення до інших ескадр нічних винищувачів. Загалом на озброєнні підрозділів нічних винищувачів перебували Bf 110 C-2, C-4 і D-1; у останнього був знятий бак «Dachshund».
I./NJG 2 була винятком з правил. Основним літаком, що перебував на її озброєнні були модифіковані бомбардувальники Junkers Ju 88A-5 — позбавлені бомбардувального обладнання — і переобладнані під стандарт важкого винищувача Ju 88C-2. Dornier Do 17Z-7 Krauz також були переобладнані з бомбардувальників під стандарт нічного винищувача. Спочатку Do 17 і Ju 88 мали слабше озброєння, ніж Bf 110, але останні типи могли нести бомби, які вважалися ідеальними машинами для проведення операцій у разі відбиття ворожого вторгнення й завдавання ударів по наземних силах противника.
У ході битви за Британію I./NJG 2 під командуванням Карла-Генріха Гейзе, ветерана Легіону Кондор, була визначена як авіагрупа вторгнення, або ударна група, оскільки ідея розгортання повноцінної ескадри винищувачів вторгнення набирала обертів. Для забезпечення операцій з винищувальної авіації групі були виділені модифіковані літаки Do 17Z і Ju 88C зі збільшеною дальністю польоту, оскільки вони могли нести важке озброєння і бомби, на відміну від Bf 110, що мав менший радіус бойового застосування. Німецькі повітряні радари ще не були введені в дію протягом 1940 року, і німецькі екіпажі покладалися на візуальні контакти: навігаційні вогні і сигнальні ракети. На Do 17 Z-10 Kauz II був встановлений інфрачервоний прожектор для системи інфрачервоного виявлення Spanner Anlage, який допомагав виявляти та знаходити цілі. Наприкінці літа 1940 року персонал I./NJG 2 на авіабазі Гільзе-Рієн розробив тактику дій в операціях над Великою Британією. Перша спроба була здійснена вночі 23/24 жовтня 1940 року.
Втім, у 1940 році практика проведення операцій по вторгненню важких нічних бомбардувальників у британський простір виявилася складною. До грудня NJG 2 втратила 12 літаків і 32 члени екіпажу загиблими в бою, здобувши перемогу над 18 збитими літаками Королівських ПС. Незважаючи на заяви німецьких екіпажів, докази свідчили про значну кількість завищених перемог, а складність обґрунтування оголошених перемог у нічний час і над територією противника була очевидною. Проблеми на оперативному рівні призвели до того, що в період з серпня 1940 року по жовтень 1941 року для проведення місій вторгнення було доступно в середньому лише 20 летальних апаратів. З 1 жовтня 1940 року по 31 березня 1941 року екіпажі NJG 2 здійснили близько п'ятдесяти індивідуальних атак на літаки британського Бомбардувального командування. У листопаді у групі було 15 справних літаків, а до лютого 1941 року залишилося лише сім.
Пілоти-винищувачі почали накопичувати особисті здобутки у боях проти британської авіації. Одним з таких пілотів став Пауль Земрау. Свою 6-ту перемогу він здобув у ніч з 18 на 19 червня 1941 року біля Грейт-Ярмута. Загалом Земрау здобув 46 нічних перемог, поки не був збитий «Супермарин Спітфайрами» в лютому 1945 року під час нерозумного випробувального польоту в денний час. Були й інші успішні пілоти вторгнення, які не стали видатними нічними винищувачами. Альберт Шульц і Герман Зоммер з 2./NJG 2 здобули кілька перемог над Англією; пізніше Зоммер брав участь у битві за Середземномор'я. Зоммер довів, що винищувачі становлять загрозу для тренувальних центрів Королівських ПС, коли 29 квітня 1941 року збив інструктора на Airspeed Oxford, що підтверджено британськими джерелами. Вільгельм Байєр, ще один кавалер Лицарського хреста Залізного хреста, з 3./NJG 2, збив два літаки за дві ночі поспіль з 5 на 7 липня 1941 року, здобувши свою 10-ту перемогу. Гайнц-Горст Гісбах був ще одним пілотом, який розпочав свою льотну кар'єру з місій по вторгненню, а Гайнц Штрюнінг завершив місії по знищенню ворожих літаків з дев'ятьма перемогами. Загальна кількість збитих літаків збільшилась порівняно з 1940 роком.
У 1941 році, до середини жовтня, було заявлено про 128 збитих літаків британської Королівської авіації у порівнянню з 28 власними втратами. За іншими даними, німецькі втрати становили 55 літаків і 74 особи. Наявність на борту британських нічних винищувачів найсучасніших радарів повітряного перехоплення зробила польоти німців до Англії небезпечними. Ганс Хан з I./NJG 2 став провідним «експертом» з перехоплення бомбардувальників противника, але загинув у жовтні 1941 року, незадовго до того, як Адольф Гітлер віддав наказ припинити операції з перехоплення. Але, британські дані серйозно відрізнялися від німецьких. Так, у звітах Бомбардувального командування в період з 1 жовтня 1940 до 31 березня 1941 року лічилося лише сім втрат повністю знищених і 20 сильно пошкоджених літаків.
Незважаючи на високу ціну, яку довелося заплатити I./NJG 2, успіхи її пілотів постійно зростали. 26 червня 1941 року група здобула свою 100-ту перемогу. Розширенню та інтенсифікації операцій з винищувачами вторгнення, які здійснювали льотчики NJG 2 та NJG 1, заважав низький рівень виробництва нічних винищувачів Ju 88, що викликало розчарування Каммгубера — він вважав цей тип стандартним винищувачем для Люфтваффе. Натомість, коли стало зрозуміло, що нічні вильоти з винищувачами вторгнення дають багатообіцяючі результати, Гітлер раптом наказав припинити операції. З пропагандистською метою він вважав, що моральний дух німецького народу краще підніметься, якщо він побачить, як британські бомбардувальники знищуються і розбиваються над німецькою територією. Гітлер також був скептично налаштований через те, що не відбулося помітного зменшення кількості британських повітряних нальотів на Німеччину, а Королівські повітряні сили не застосовували таки методи в ході проведення німцями «Бліцу». 12 жовтня 1941 року наказ набув чинності.

### Повітряний захист Рейху
Наприкінці 1941 року майбутнє Бомбардувального командування опинилося під питанням після шокуючої доповіді Батта. 1942 рік став переломним для командування. У лютому 1942 року маршал авіації Артур Гарріс став командувачем Бомбардувального командування і став рушійною силою у створенні потужного командування важких бомбардувальників для проведення своїх операцій з бомбардування території нацистської Німеччини. Атаками на Любек у березні та Кельн у травні 1942 року розпочався новий етап кампанії з повітряної оборони Рейху. На початку наступальних операцій штаб/NJG 2 під командуванням Гюльсгоффа, II. група під командуванням Ленца та III. група під командуванням Бьонша, базувалися в Гільзе-Рієні. II./NJG 2, яка вирушила на Сицилію, повернулася у вересні 1942 року і розмістилася в Мельсбруку. Єдине відволікання від комплексних атак проти британської авіації відбулося в лютому 1942 року, коли II./NJG 2 взяла участь в операції «Доннеркіль» для забезпечення повітряного прикриття операції Крігсмаріне «Цербер».
Лент був одним з небагатьох пілотів NJG 2, які здобули перемогу в обороні нічного Любека, збивши свій 26-й літак противника. Успіх британської бомбардувальної авіації коштував їй лише 12 літаків. Під час останньої атаки на Кельн 30/31 травня 1942 р. NJG 2 нібито збила 11 бомбардувальників з 32, які записали на рахунок німецьких підрозділів нічних винищувачів. Загалом під час нальоту на місто був збитий 41 бомбардувальник. Атака Бомбардувального командування на Бремен у червні 1942 року коштувала йому 52 бомбардувальників; II./NJG 2 претендувала на збиття 16 з них. На цей час кілька пілотів-винищувачів з ескадри NJG 1 перевели до NJG 2. Гельмут Лент (49 перемог на кінець 1942 року) та Людвіг Беккер (44 перемоги), перший з яких був другим в історії нічним винищувачем, а другий — першим, хто здобув перемогу, воюючи з радаром «Ліхтенштейн» на борту літака, запровадженим у невеликій кількості в 1941 році. Пауль Гільднер (38 перемог) перейшов з NJG 1. Інші пілоти NJG 2 та їхні допоміжні екіпажі, Леопольд Феллерер, Гайнц Штрюнінг (23 перемоги), Генріх цу Зайн-Віттгенштайн (38 перемог), Рудольф Шенерт (23 перемоги) почали все частіше заявляти про збиті бомбардувальники в 1942 році. Гайнц Фінке у серпні 1942 року став асом, діючи в лавах ескадри.
Причиною такого зростання ефективності стало набуття досвіду екіпажами і наземними диспетчерами в поєднанні з надходженням на озброєння Люфтваффе високоефективних наземних радарів і впровадженням бортових комплексів, встановлених на нічних винищувачах. У листопаді 1941 року втрати серед британських бомбардувальників вже дали взнаки. Вінстон Черчилль наказав Бомбардувальному командуванню припинити нальоти на Німеччину, щоб зберегти сили на 1942 рік. Початкова реакція пілотів нічних винищувачів, які слідували тенденціям, заданим Лентом і Гілднером, на ліхтенштейнський радар була ворожою. Комплект сприймався як громіздкий і негативно впливав на продуктивність літака.
Перехід німецької авіації до оснащення приладами бортової радіолокації не був гладким. Виробничі збої і поспішне будівництво зашкодили їхньому потенціалу. Навіть у серпні 1943 року, через два роки після дебюту, 80 % комплектів, виготовлених і доставлених до оперативних центрів у Верлі і Гютерсло, мали дефекти, звідсіля технічні фахівці були постійно перевантажені ремонтними роботами. Значна частина ліхтенштейнських радарів була відправлена назад виробнику. Наслідком скорочення експлуатаційних комплектів стало те, що пріоритет надавався нідерландським частинам. I./NJG 1 і II./NJG 2 отримали пріоритет, оскільки вони патрулювали повітряний простір, який найчастіше використовувався ескадрильями Бомбардувального командування, що прямували на об'єкти в Німеччині. Висококваліфіковані команди технічного обслуговування забезпечили цим групам вищий за середній рівень експлуатаційних комплектів.
У вересні 1942 року групи були повністю оснащені ліхтенштейнськими радарами моделі B/C. Важливою подією стало використання пристроїв IFF (ідентифікації «свій-чужий») на нічних винищувачах і як додаткового обладнання встановлення радарів «Фрея». Сигнали, або імпульси, надсилались з «Фреї», приймались нічним винищувачем і повертались назад з певним ритмом. Контролери «Фреї» тепер могли бачити, які спалахи на їхніх екранах були ворожими, а які — дружніми. Але, жоден з пристроїв не був випробуваний в бою.
Найбільшого успіху NJG 2 досягла в січні 1942 року, збивши 15 з 18 літаків противника, які записали на свій рахунок нічні винищувачі Люфтваффе. У лютому вона очолила позицію в Люфтваффе серед формувань цього типу з вісьмома збитими літаками противника. У березні пілоти NJG 2 збили 28, у квітні — 21, у травні — 22 і в червні 1942 року — 99 літаків противника, включно з Африканським театром дій. Ця цифра зменшилася до 49 у липні і до трьох у грудні 1942 р. Водночас, післявоєнний аналіз підтвердив 42 факти збиття британських бомбардувальників льотчиками NJG 2 протягом 1942 року. 687 бомбардувальників були збиті вночі авіацією Люфтваффе у 1942 році, а ще чотири — вдень нічними винищувачами. Ще 51 бомбардувальник лічиться збитим над Середземномор'ям, де того року діяла I./NJG 2. 38 збитих літаків було заявлено на Східному фронті з числа 780 оголошених перемог. Сумарно NJG 2 здобула приблизно 800 повітряних перемог під час війни.

### Середземномор'я
Восени 1941 року I./NJG 2 отримала наказ передислокуватися до Середземномор'я з дислокацією на аеродромі в Катанії, Сицилія. Хоча з квітня 1942 року її постійно переміщували по всьому Середземномор'ю та Африці, але Катанія залишалася головним пунктом постійної дислокації авіагрупи. Підрозділ залишався на півдні Європи до вересня 1942 р. Того ж місяця група ненадовго повернулася до Нідерландів для проведення операцій проти можливого нічного масштабного наступу авіації США, але цього не сталося. Літаки I./NJG 2 не оснащувалися ліхтенштейнським радаром, і екіпажам доводилося вести бойові дії наосліп, користуючись підтримкою лише кількох наземних радіолокаційних станцій. Причина полягала в страху командування ОКЛ, що літак може приземлитися на ворожій території і дорогоцінний прилад потрапить у руки противника. На пілотів покладалося безліч завдань діяти у денний час, тому їм майже безперервно доводилося літати на перехоплення, супроводження конвоїв та здійснення ближньої авіаційної підтримки дій наземних військ, де це було можливо. Лише допомога з боку III./ZG 26 надавала якесь полегшення. Пілоти були змушені літати на межі можливостей своїх літаків і власної витривалості. У червні та липні 1942 року вони заявили про 25 збитих літаків противника. Чотири пілоти були нагороджені німецьким Золотим хрестом за свої дії в Африці. У серпні 1942 року групу відправили назад на Сицилію, ймовірно, для підтримки запланованого вторгнення на Мальту.
10 серпня 1942 року I./NJG 2 повернулася до Німеччини, залишивши на Криті лише невеликий загін «Іракліон». 2-й «штаффель» був єдиним підрозділом групи, який взяв участь у бойових діях в Африці, прибувши туди 18 листопада 1941 року. Підрозділ діяв з аеродрому в Бенгазі. До 10 травня ескадрилья розташувалася в Дерні. З цих аеродромів німецькі винищувачі брали участь у контрнаступальних повітряних операціях. 25 травня ескадрилья зазнала втрату під час атаки на аеродром Гаср-ель-Арід, а 27 травня — ще одну, коли 2./NJG 2 билася в битві за Газалу. До 5 червня 1942 року 16 Ju 88C групи перебували в Африці. Вони вилітали з аеродромів в Касабі, Тобруку, а також з вищезгаданих баз. Одразу після прибуття повного складу британська Група пустельної глибинної розвідки провела наліт на Касабу, знищивши 20 літаків Осі, серед яких було п'ять літаків NJG 2.
З 25 травня по 31 грудня 1942 року I./NJG 2 заявила про 20 підтверджених збитих літаків, і 13, що не можуть бути підтверджені. За цей період 13 Ju 88 були знищені і 7 пошкоджені з різних причин. Три людини вважалися зниклими безвісти, двоє потрапили в полон і 16 загинули. Ще семеро приземлилися на ворожій території, але змогли втекти. Штаб та II./NJG 2 перебазувалися до Середземномор'я і в грудні 1942 року розпочали виконувати завдання з патрулювання конвоїв, проводити протичовнові операції, а також нічні винищувальні місії. Групою, що базувалася в Комізо, командував гауптман Герберт Бонш. Нічні винищувачі перебували у тактичному підпорядкуванні II повітряного корпусу. Виконання завдань у цей період було довгим та виснажливим, вимагаючи від екіпажів довгих годин польотів, кружляючи над конвоями, супроводжуючи транспорти або полюючи на підводні човни. NJG 2 залишалася присутньою в Африці аж до кінця Туніської кампанії. Відомо, що з 1 січня по 11 травня 1943 року II./NJG 2 збила 13 літаків ціною втрати своїх 7 літаків. Серед помітних втрат був гауптман доктор Горст Патушка, який загинув 6 березня 1943 року; на його особистому рахунку було 23 збитих літаки союзників.
Нічні винищувачі NJG 2 марно намагалися подолати панування союзників у небі над Тунісом і Бізертою. Повітряні сили союзників тепер повністю домінували над повітряними маршрутами, якими постачалися і евакуювалися матеріальні засоби і особовий склад (операція «Флакс») з Африки. У травні NJG 2 передислокувалася в Комізо, але втратила три Ju 88C-6 під час повітряного нальоту 26 травня.
У червні 1943 року острови Пантеллерія і Лампедуза були захоплені військами союзників. Після цих подій NJG 2 перебазувалася до Понтекорво та Аквіно в Центральній Італії. Протягом червня і липня нічним винищувачам вдалося збити лише три ворожі бомбардувальники поблизу Мессінської протоки, в зоні дії єдиної наземної радіолокаційної станції. II./NJG 2 була в такому поганому стані, що її врешті відправили на відпочинок і переозброєння в Пархім і Нойбранденбург. II./NJG 2, ймовірно, діяла над Італією також у серпні 1943 року, оскільки вона повідомила про втрату Ju 88 в ніч з 31 липня на 1 серпня під час повітряного нальоту на Палермо. Зростаюча небезпека, яку становила повітряна міць союзників в небі над Німеччиною, наразі розглядалася як головна загроза, і Люфтваффе відкликали підрозділи нічних винищувачів назад до Німеччини. Невелика кількість Bf 110 та Dornier Do 217, оснащені ліхтенштейнськими радарами FuG 202 та FuG 212, передали італійській Королівській авіації, а їхні екіпажі пройшли перепідготовку у Венло.

### Рур, Гамбург, Пенемюнде
У березні 1943 року британський головний маршал повітряних сил Гарріс розпочав свою першу скоординовану військову кампанію з конкретною метою, відому як Битва за Рур. У своєму розпорядженні Гарріс зосередив 53 бомбардувальні ескадрильї для цієї битви, а його «патфайндери» тепер працювали з радаром H2S для картографування місцевості. Командувач Бомбардувального командування вважав, що має достатньо ресурсів для тривалого наступу на німецький промисловий регіон. Але, стан німецьких ескадр нічних винищувачів також значно поліпшився; завдяки застосуванню повітряних РЛС німецькі аси записали на свій рахунок близько 36 % британських бомбардувальників, які були збиті у битві. Начальник штабу Королівських ПС Чарльз Портал зауважив, що якби засоби радіолокаційних перешкод «Віндоу» було використано в той час, 230 бомбардувальників та екіпажів можна було б врятувати.
На цей час NJG 2 мала повний склад, за виключенням I. авіагрупи, яка служила в Середземномор'ї до початку серпня 1943 року. З травня 1942 року по березень 1943 року штаб/NJG 2 під командуванням Гюльсхоффа в Глізе-Рєні з Ju 88C на озброєнні. Лент і Бонш командували II і III./NJG 2 відповідно, однотипні літаки базувалися на тому самому аеродромі. На початку Рурської кампанії штаб і II./NJG 2 були передислоковані в Комізо, Сицилія, а I./NJG 2 — в Катанію. III./NJG 2 припинила своє існування 1 жовтня 1942 року і стала II./NJG 2, оскільки група змінила назву. Вдруге формування, одночасно з його розформуванням, здійснили шляхом перейменування V./NJG 6. На початку Рурської кампанії ескадра NJG 2 не значилася в списках сил Люфтваффе, що забезпечували повітряну оборону Німеччини. З середини 1942 до середини 1943 року NJG 2 провела більшу частину, діючи в акваторії Середземного моря.
У березні 1943 року пілоти ескадри не збили жодного літака, у квітні — вісім. Цей підрозділ був єдиним, який не зміг здобути жодної перемоги у травні, здобувши лише дві в червні та одну — в липні 1943 року, коли повітряна битва наближалася до завершення. Нацистський рейхсміністр народної освіти та пропаганди Йозеф Геббельс розцінив нальоти як поразку Люфтваффе, разом з цим британське Бомбардувальне командування визнавало факт значних втрат від дій німецьких нічних винищувачів і зенітних засобів вермахту. Загалом 1 099 літаків було втрачено з усіх причин. Тим не менш, одна з ключових цілей британського командування була досягнута — виробництво сталі у Рурському регіоні впало, що призвело до скорочення виробництва. Цей збій спричинив кризу субкомпонентів. Зростання темпів виробництва літаків для Люфтваффе також різко впало. З липня 1943 року по березень 1944 року щомісячне виробництво не мало ніякого зросту. Англійський історик Адам Туз зробив висновок: «Бомбардувальне командування зупинило диво озброєння Шпеєра на його шляху». Виробництво локомотивів зупинилося після березня 1943 року в Рурі разом із запалами до боєприпасів. Понад 100 000 людей було виселено з Ессена, що призвело до неможливості продовжувати виробництво на заводах Круппа.
24 липня 1943 року, за кілька днів після завершення Рурської повітряної кампанії, Гарріс віддав наказ про проведення операції «Гоморра» — масованого рейду бомбардувальної авіації на Гамбург. Метою операції було перервати або припинити виробництво підводних човнів у портовому місті. Впровадження «Віндоу» пробило діру в німецькому радіолокаційному покритті, і потоки бомбардувальників за підтримки радарів OBOE і H2S змогли прорвати оборону і зруйнувати центр міста. Тактика нічних винищувачів «Гіммельбетт», керованих за допомогою радарів, які прослизали всередину бойового порядку бомбардувальників, а потім використовували власні радари для виявлення і знищення окремих бомбардувальників, вже не працювала. Наслідки нальоту і усвідомлення того, що німецькі радари були тимчасово засліплені, призвели до широкого застосування тактики «Дикого кабана» (нім. Wilde Sau) влітку 1943 року. Бомбардувальне командування відреагувало на тактику «Дикого кабана» скороченням часу перебування бомбардувальників над містами, застосуванням «фальшивих» або відволікаючих нальотів. Застосування радіолокаційних перешкод «Віндоу» «забивали» радари і на деякий час залишили німецькі винищувачі без наведення. Льотчики NJG 2 не змогла збити жодного бомбардувальника Королівських повітряних сил. Сумарно при проведенні операції лишень 12 бомбардувальників були збиті пілотами нічних винищувачів: дев'ять — NJG 3 і три — NJG 1.
У серпні 1943 року I. та II./NJG 2 були розгорнуті у складі 4-ї винищувальної дивізії, зона відповідальності якої охоплювала Східну Німеччину, включно з Берліном, та Балтійське узбережжя. Після повернення частин із Середземномор'я лише одна група була придатна до операцій, тоді як інші перебували на відновленні боєздатності та поповнювалися особовим складом і технікою. Атака британських бомбардувальників на Пенемюнде у серпні 1943 року зачепила NJG 2 лише периферійно. Частини NJG 2 перебували в Гільзе-Рієн, але лише один екіпаж досягнув Пенемюнде і заявив про знищення одного бомбардувальника. 15 жовтня 1943 року NJG 2 перейшла до складу 1-ої винищувальної дивізії, що прикривала Нідерланди та Бельгію. I. група дислокувалася на старому місці у Гільзе-Рієн, II. група — в Мелсбруку, і III. група базувалася в Схіпголі біля Амстердама. Організована британськими фахівцями спеціальних операції місії «Корона» при проведенні рейду на Кассель 22/23 жовтня майже повністю дезорганізувала систему оборони німців і дозволила бомбардувальникам спустошити центр міста. Повідомлялося про втрату 39 британських літаків, при цьому відзначилися і пілоти 2-ї ескадри: Генріх Принц цу Зайн-Вітгенштейн та Мейрер збили по два бомбардувальники кожний і разом ще один. Люфтваффе втратили шість нічних винищувачів.
29 листопада 1943 року 1-ша, 2-га, 3-тя, 4-та та 5-та ескадри нічних винищувачів мали бути реорганізовані. Планувалося, що кожна ескадра оснащуватиметься одним типом літаків. NJG 2 планували перевести виключно на Ju 88R для операцій «Тейм Бор», хоча ця мета була досягнута лише частково.
У другій половині 1943 року поява на борту винищувачів de Havilland Mosquito та Bristol Beaufighter новітніх радіолокаційних детекторів Serrat суттєво змінили характер повітряної війни. Вони забезпечували винищувальний супровід бомбардувальникам у польотах над Руром. Ці підготовлені екіпажі Винищувального командування вилітали до аеродромів німецьких нічних винищувачів і патрулювали їх, намагаючись знищити перехоплювачі Люфтваффе під час їхнього підйому в повітря або посадки. Як зазначив один німецький історик, часта поява «Москіто» з жовтня 1943 року означала, що «жоден аеродром в Центральній Німеччині не був у безпеці».

### Берлін, Нюрнберг, Нормандія
У листопаді 1943 року Артур Гарріс розпочав «повітряну битву за Берлін», вважаючи, що знищення німецької столиці покладе край війні без необхідності проведення операції «Оверлорд», запланованого масштабного десантного вторгнення союзних армій до Франції. Битва завершиться в березні 1944 року перемогою німецьких сил, у першу чергу завдяки діям нічних винищувачів. Впровадження радара SN-2 і пасивного радар-детектора «Фленсбург» допомогло екіпажам Люфтваффе. «Фленсбург» зміг виявити випромінювання радара «Моніка», який попереджав екіпажі британської авіації про наближення нічного винищувача. Радар-детектор «Наксос» і радари SN-2 довели свою цінність разом з «Фленсбургом». Вони зменшили британське лідерство в науці глушіння. Радар «Моніка» попереджав про винищувач лише в радіусі 1000 метрів у конусі під кутом 45°, у той час як «Фленсбург» міг виявити наближення бомбардувальника за 100 кілометрів. Такий успіх став можливим завдяки захопленню приймачів раннього попередження «Моніка» і «Бузер» у березні 1943 року, вивчення яких дозволило німцям розробити контрзахід — радар «Фленсбург». Комплект «Моніка» був захоплений через тиждень після його прийняття на озброєння британцями, що стало серйозним ударом для бомбардувальної авіації маршала Гарріса. Захоплення нічного винищувача NJG 2 Ju 88, який приземлився в Англії в липні 1944 року, показало ці розробки британцям, які розробили контрзаходи, головним чином, знімаючи хвостові радіолокатори зі своїх бомбардувальників або вимикаючи їх.
10 жовтня основна частина I./NJG 2 перебазувалася з Пархіму до Грайфсвальду, але її перебування тут було вкрай коротким; всього через одинадцять днів, за черговим наказом згори, групу перекинули до Кассель-Ротвестену. II. група незабаром після цього, з початком боїв, передислокувалася до Пархіма, а III./NJG 2 була розподілена між Венло, Схіпхолом і Нойруппіном. Частка III./NJG 2 була перекинута до Нойруппіна для надання допомоги в обороні столиці, де діяла за підтримки I./Nachtjagdgeschwader 4 (NJG 4). 3 грудня 1943 року група допомогла зірвати атаку на Берлін, яка коштувала британцям 30 бомбардувальників після того, як німецьке судно керування нічними винищувачами «Того» спрямувало екіпажі в потік ворожих бомбардувальників, хоча нічні винищувачі так і не змогли зупинити 1800 тонн бомб, скинуті на місто. 20 грудня британці спробували атакувати іншу ціль, напавши на Франкфурт-на-Майні. 24 грудня британські ПС втратили лише 11 бомбардувальників, у зіткненні були збиті шість нічних винищувачів Люфтваффе.
У ніч на 21 січня 1944 року командир ескадри NJG 2 Генріх цу Зайн-Віттгенштайн, загинув у бою. На момент загибелі він був провідним пілотом нічного винищувача з 83 повітряними перемогами. Він став жертвою зіткнення з нічним винищувачем «Москіто». «Принц» командував ескадрильєю лише двадцять днів. Він загинув через 19 днів після того, як за одну ніч збив шість бомбардувальників Королівських ПС, що стало його особистим рекордом. Всі ескадри нічних винищувачів підняли в повітря і з 98 бомбардувальників 35 були збиті. Відомо, що вісім впали від зенітного вогню, 18 — від нічних винищувачів і дев'ять — за невідомих обставин; можливо, від винищувачів Люфтваффе через їхню інтенсивну реакцію на наліт.
Ніч з 28 на 29 січня 1944 року виявилася успішною для Бомбардувального командування. 1-ша група Королівських ПС встановила мінні поля на комунікаційних маршрутах німців, а 8-ма група бомбардувала прибережні цілі поблизу Гельголанду. 29/30 січня 1944 року бомбардувальна авіація в тринадцятий раз завдала удару по Берліну. NJG 2 діяла проти масованого нальоту бомбардувальників у районі Бремена. Британці втратили 43 літаки з усіх причин: зокрема чотири від наземного вогню і 24 від нічних винищувачів.
23/24 березня 1944 року Гарріс санкціонував шістнадцятий, останній рейд на Берлін. 811 бомбардувальників взяли курс на столицю нацистської Німеччини, 147 з них здійснили відволікаючі нальоти на Гавр у Франції. Бомбардувальники активно прикривала винищувальна авіація. NJG 2 і 3 вирушили на перехоплення вздовж транзитних маршрутів поблизу Зільта. Nachtjagdgeschwader 5 (NJG 5) і NJG 6 проводили за задумом операцій з перехоплення біля узбережжя Балтійського моря і Берліна та в районі цілей. NJG 4 і NJG 1, очевидно, були зарезервовані для дій проти бомбардувальників, що поверталися після виконання бойового завдання. Відволікаючі операції не мали значного ефекту. NJG 1, 2 і 3 діяли вздовж маршруту прольоту бомбардувальників всю ніч. З 72 літаків, про які повідомило Бомбардувальне командування, 45 було втрачено від передбачуваного зенітного вогню, 18 — нічних винищувачів і дев'ять — з невідомих причин. Битва за Берлін коштувала Бомбардувальному командуванню 497 літаків, ще 72 розбилися в Англії. Разом з пошкодженими літаками загальні втрати склали 1 128 бомбардувальників. Люфтваффе у свою чергу втратило з різних обставин 256 нічних винищувачів.
31 березня 1944 року бомбардувальна авіація здійснила свою найдорожчу операцію під час війни, атакувавши Нюрнберг. Бомбардувальне командування обрало прямий маршрут за сприятливих погодних умов, що дозволило німецьким нічним винищувачам легко врізатися в бойовий стрій бомбардувальників. Прямий маршрут Гарріса проходив через кілька точок збору нічних винищувачів і в результаті боїв було знищено 95 бомбардувальників Королівської авіації. II./NJG 2, яка тепер базувалася далі на схід у Квакенбрюку, піднялася в повітря о 23:41 за центральноєвропейським часом і, згідно з наказом, почала патрулювання на захід від Руру південним курсом на своїх швидких літаках Ju 88R. NJG 2 встановила контакт з потоком бомбардувальників і незабаром її пілоти заявили про успішне збиття ворожого літака. Один Ju 88, пілотований Гюнтером Кьоберіхом і його екіпажем, атакував два «Ланкастер» зі британської 156-ї ескадрильї, що летіли в тісному строю. Використовуючи «Неправильну музику», він збив один з пеленгаторів. Загалом екіпажі NJG 2 під час рейду збили 16 бомбардувальників; хоча вони не були найуспішнішими — NJG 3, наприклад, заявила про збиття 27 літаків противника.
Станом на 14 травня 1944 року NJG 2 залишалася у складі 3-ї винищувальної дивізії. Штаб/NJG 2 базувався в Ділені, I./NJG 2 — на авіабазі Рейн-Майн, II./NJG 2 — в Кельні, III./NJG 2 — в Лангендібаху. 25 травня 1944 року ескадра продовжувала дислокуватися на цих базах і підпорядковувалася цієї дивізії в момент висадки союзників у Нормандії та в ході подальшої битви за Нормандію. У 1944 році, незважаючи на заперечення Гарріса, Бомбардувальне командування переключили на проведення операцій по завдаванню ударів на об'єктах транспортної інфраструктури, комунікаційних вузлах, ремонтних майстернях та заводах у Франції та Бельгії напередодні вторгнення 6 червня.
Британська техніка глушіння забезпечили подолання німецьких контрзаходів протягом декількох днів, і після захоплення SN-2 на Ju 88 в липні, британські вчені швидко розібралися з ворожим приладом, унаслідок чого вже з вересня цей німецький комплект був практично марний. Саме екіпаж NJG 2 «подарував» британцям таку можливість. Оберєфрейтор Мекль з 7-ї ескадрильї, відстежував бомбардувальники «Шорт Стірлінг», які встановлювали міни, коли його компас вийшов з ладу, і недосвідчений екіпаж продовжив орієнтуватися на радіомаяк, який, як вони вважали, знаходився в Нідерландах. Обман спрацював, і німецький нічний винищувач приземлився в Англії.
Битва в Нормандії завершилася операцією «Кобра», одночасною битвою за Кан, що призвела врешті до розгрому вермахту у Фалезькому «мішку». Втрата об'єктів раннього попередження, глушіння наземних радарів, радарів повітряного спостереження й радіотехнічного зв'язку призвели до того, що нічні винищувачі «реагували на кожен великий нічний наліт, як боксер, якого сильно побили, відчайдушно розмахуючи руками в надії завдати щасливого удару своєму супротивнику». Бомбардування союзниками нафтових родовищ спричинило хронічну нестачу пального, в результаті чого літали лише найдосвідченіші екіпажі, а новачки тижнями не піднімалися в повітря. Командування Люфтваффе планувало зробити нічні винищувачі значною частиною своєї протиповітряної оборони на випадок будь-якого вторгнення на заході. Нічним винищувачам було наказано розгортатися у Франції і діяти в сутінках проти бомбардувальної і транспортної авіації союзників. Очікувалось, що вони будуть оснащені бомбами і діятимуть як важкі винищувачі-бомбардувальники. Британські засоби РЕБ приховали напрямок вторгнення, і німецькі війська були захоплені зненацька. Масова передача NJG 2 так і не відбулася. Серед тих підрозділів, що воювали, були I. та II./NJG 2, які дислокувалися в Шатодені, Куломм'є та Епінуа. Сили денних винищувачів Люфтваффе розвалилися в Нормандії через жахливі втрати, а нічні винищувачі не змогли досягти успіху. У червні 1944 року рівень перехоплення впав з 4,5 до 2,9 %. Спроба, як і в 1940 році, сконцентрувати зусилля у вирішальних точках, як у Шверпункті, провалилася. Постійні переїзди знижували бойовий дух екіпажів.
NJG 2 покинула Францію перед розвалом фронту в серпні 1944 року. У липні три групи передали з 3-го флоту повітряному флоту «Рейх» і перевели на аеродроми Кельна, Касселя і Лангендібаха. NJG 2 залишалася до останніх днів липня; Гайнц Реккер, Гергард Рат і Гайнц-Горст Гіссбах зафіксували свої повітряні перемоги останній раз 30 липня. Прорив союзників з Нормандії в серпні 1944 року знищив значну частину німецьких систем раннього попередження, які підтримували лінію Каммгубера. Це послабило денну і нічну оборону, але не зробило її безпорадною. Німецькі наземні Y-служби продовжували надавати розвіддані про майбутні повітряні атаки. До листопада 1944 року штаб і II. група перебували в Кельні, III. група була в Гютерсло, а IV./NJG 2 — у Грофе. Остання група так і не вступила жодного разу в бій. Всі вони були передані в підпорядкування командиру 3-ої винищувальної дивізії. З вересня 1944 року командування Гарріса знову сфокусувало свою увагу на Німеччині, і в цей момент захоплення NJG 2 Ju 88 почало діяти проти радарів «Фленсбург» і SN-2.
Naxos зменшив втрати Ju 88, але інші типи літаків, такі як He 219, не були оснащені цим пристроєм і зазнали великих втрат від перехоплювачів «Москіто». До кінця війни були розроблені радари FuG 240 Berlin і Neptune, які також не поступалися, якщо не були кращими за обладнання союзників. Ці радари обмежено використовувалися до квітня 1945 року. Ці рішення були тимчасовим рішенням, оскільки майбутнє належало сантиметровому радіолокатору.

### 1945: зруйнування лінії Каммгубера
Нестача пального безпосередньо вплинула на спроможності нічних винищувачів Люфтваффе забезпечувати повітряну оборону Рейху. Навчання, і без того недостатнє, було згорнуто, і нічні винищувачі були не в змозі завдати серйозних втрат бомбардувальній авіації противника після серпня 1944 р. Взимку 1944/45 р. сили нічних винищувачів налічували 1 355 літаків. Ця вражаюча сила була готова на 85 %, але через брак пального вона не могла діяти. Ці проблеми збіглися з рішенням Гітлера про наступ на заході. Воєнна ситуація навколо Німеччини, що швидко погіршувалася, вимагала використання нічних винищувачів у ролях, для яких вони не були ані озброєні, ані підготовлені. У грудні 1944 року Вермахт і Ваффен-СС розпочали Арденнську операцію, щоб пробити пролом в обороні між британською та американською арміями, прорватися до Північного моря й захопити Антверпен. NJG 2 та інші підрозділи нічної винищувальної авіації отримали наказ забезпечити безпосередню повітряну підтримку наступаючих військ при проведення операції вночі. 14 листопада 1944 року NJG 2, яка діяла у складі 3-ї винищувальної дивізії, отримала наказ на участь в операції «Вахт ам Райн». Командир ескадри отримав наказ проводити штурмові атаки і захищати «розгортання німецьких військ» або прикривати від повітряних ударів союзників сухопутного угруповання вермахту. 18 грудня 1944 року, коли нічні групи «Юнкерсів» Ju 87 діяли вночі, NJG 2 отримала розпорядження скидати освітлювальні та сигнальні ракети, щоб підсвітити цілі для Ju 87.
Німецькі екіпажі уважно стежили за переміщеннями та позиціями 82-ї і 101-ї повітрянодесантних дивізій. Американці узнали про ці завдання і захопили в полон деякі екіпажі, які зазнали невдачі. Один з таких пілотів NJG 2, фельдфебель Рудольф Гаупт, розповів, що він здійснив два-три вильоти протягом вечора. 6./NJG 2 забезпечував перекриття залізничного руху попередньої ночі біля Шарлевіля. 4./NJG 2 втратила лейтенанта Вольфрама Мекеля, який потрапив у полон 24 грудня біля Хассельта. Пілоти NJG 2 інтенсивно літали 26 грудня, втративши при цьому чотири Ju 88. 24-27 грудня дюжина Ju 88 NJG 2 патрулювала поблизу Шалонса і стільки ж патрулювала над Бельгією, втрачаючи по одному літаку щоночі. Одного разу 63 нічних винищувачі пролетіли над тиловими районами союзників, скидаючи бомби без розбору; 5./NJG 2 втратила при цьому два Ju 88. В ніч на 1 січня 1945 року, через кілька годин після катастрофічної операції «Боденплатте», NJG 2 атакувала Льєж.
Наприкінці січня 1945 року гітлерівський наступ провалився, і німецькі війська відступили на вихідні позиції, сильно виснажені і не маючи запасів пального. Нічні винищувачі продовжували боротися і деяких останніх успіхів досягли у лютому 1945 року, але як суцільна організація вони вже не були ефективною зброєю. Атака бомбардувальників на Дрезден за підтримки ПС армії США та операції «Кларіон» пройшли практично не зустрічаючи опору з боку німецької нічної винищувальної авіації. Лише шість бомбардувальників було збито над Дрезденом, три з них — через бомби, скинуті на бомбардувальники, що летіли нижче. Ганс Лейкхардт, льотчик NJG 5, був єдиним пілотом нічних винищувачів, який заявив про збиття ворожого літака цієї ночі. NJG 2 втратила командира ескадри Пауля Земрау, який був вбитий у лютому під час непродуманого випробувального польоту при денному світлі. Земрау замінив Вольфганг Тімміг. Він став другим і останнім командиром NJG 2, який загинув у бою.
Останньою великою повітряною битвою за участю винищувачів NJG 2 була операція «Гізела». Екіпажі NJG 3 і NJG 2 були викликані на брифінг щодо деталей проведення операції «Гізела». Льотчикам повідомили, що всі наявні нічні винищувачі візьмуть участь у тотальній атаці проти бомбардувальників противника на їхні аеродроми в Англії. Замислом операції передбачалося, що дві хвилі нічних винищувачів перетнуть узбережжя в районі міста Кінгстон-апон-Галл. Щоб уникнути ворожих радарів, рейдерам наказали летіти на мінімальній висоті, а потім піднятися до 4500 метрів, коли вони досягнуть узбережжя, що, як правило, вважається середньою робочою висотою британських бомбардувальників. Служба аналізу розвідданих Люфтваффе на Західному фронті підготувала для екіпажів детальні матеріали для вивчення в контексті підготовки до масштабного рейду. Вона зібрала максимум інформації про розташування британських аеродромів і системи спостереження та прожекторного освітлення, таких як система Дрем, а також посадкові вогні і індикатори кута глісади. Екіпажі були попереджені про світлові коди Королівської авіації на диспетчерських вишках, які попереджали екіпажі своїх бомбардувальників про можливого порушника поблизу. В ніч з 3 на 4 березня 1945 року, в ході проведення операції «Гізела», льотчики NJG 2 заявили про знищення восьми бомбардувальників п'ятьма пілотами ескадри.
Вторгнення західних союзників до Німеччини стало останньою кампанією NJG 2. З лютого по травень 1945 року, коли армії союзників просувалися територією Німеччини, підрозділи Люфтваффе почали зникати, а наземні екіпажі були переведені до піхоти. I група здобула остаточну перемогу над Гешвадером у ніч 27/28 квітня 1945 року, в якій Еріх Юнг записав на свій рахунок 30-ту перемогу.

## Командування

### Командири NJG 2
- оберстлейтенант Карл Гюльсгофф (1 листопада 1941 — 31 грудня 1943)
- майор Генріх цу Зайн-Віттгенштайн (1 — 21 січня 1944)
- оберст Гюнтер Радуш (4 лютого 1944 — 11 листопада 1944)
- майор Пауль Земрау (11 листопада 1944 — 8 лютого 1945)
- оберстлейтенант Вольфганг Тімміг (8 лютого — 5 травня 1945)

### Командири I./NJG 2
- гауптман Карл-Гайнріх Гайзе (нім. Karl-Heinrich Heyse) (1 вересня — 23 листопада 1940)
- майор Карл Гюльсгофф (24 листопада 1940 — 31 жовтня 1941)
- майор Рудольф Юнг (1 листопада 1941 — грудень 1943)
- Гауптман Франц Бушманн (грудень 1943 — січень 1944)
- Гауптман Ернст Цехлін (20 лютого — 12 травня 1944)
- гауптман Гергард Рат (12 травня 1944 — 8 травня 1945)

### Командири II./NJG 2
- майор Гельмут Лент (1 листопада 1941 — 1 жовтня 1942)
- Гауптман Герберт Бонш (2 жовтня — грудень 1942)
- Гауптман доктор Горст Патушка (3 грудня 1942 — 6 березня 1943)
- Гауптман Герберт Цювінг (7 березня — грудень 1943)
- майор Генріх цу Зайн-Віттгенштайн (грудень 1943 — 1 січня 1944)
- майор Пауль Земрау (1 січня — 1 листопада 1944)
- Гауптман Гайнц-Горст Гіссбах (1 листопада 1944 — 14 квітня 1945)
- Гауптман Франц Брінкгауз (15 квітня — 8 травня 1945)

### Командири III./NJG 2
- Гауптман Герберт Бонш (3 березня — 1 серпня 1942)
- майор Пауль Земрау (серпень 1943 — 1 січня 1944)
- Майор Бертольд Ней (1 січня — листопад 1944)
- Гауптман Гайнц Фергер (листопад 1944 — 10 квітня 1945)
- Гауптман Гайнц-Герман Меркер (11 квітня — 8 травня 1945)

### Командири IV./NJG 2
- Гауптман Бенгш (серпень 1944 — 25 лютого 1945)

### Командири V./NJG 2
- майор Альберт Шрейвайс (1 грудня 1944 — 29 квітня 1945)

## Основні райони базування 2-ї ескадри нічних винищувачів

### Основні райони базуванняштабу2-ї ескадри нічних винищувачів
| Час                              | Місто              | Підпорядкування                         | Основний літак |
| -------------------------------- | ------------------ | --------------------------------------- | -------------- |
| 1 листопада 1941 — листопад 1942 | Гілзе-Реєн         | 1-ша нічна винищувальна дивізія/1-ша вд | Ju 88C         |
| листопад 1942 — травень 1943     | Комізо             | II ПвК                                  | Ju 88C         |
| травень — серпень 1943           | Аквіно             | II ПвК                                  | Ju 88C         |
| серпень — грудень 1943           | Пархім/ Тілбург    | 1-ша вд/3-тя вд                         | Ju 88C         |
| грудень 1943 — червень 1944      | Делен              | 3-тя вд                                 | Ju 88C         |
| червень — липень 1943            | Куломм'є           | 5-та вд                                 | Ju 88C         |
| липень — грудень 1944            | Кельн-Буцвайлергоф | 3-тя вд                                 | Ju 88C, Ju 88G |
| грудень 1944 — березень 1945     | Твенте             | 3-тя вд                                 | Ju 88G         |
| березень — травень 1945          | Шлезвіг            | 3-тя вд                                 | Ju 88G         |

### Основні райони базування I./NJG 2
| Час                                 | Місто             | Основний літак |
| ----------------------------------- | ----------------- | -------------- |
| 1 — 2 вересня 1940                  | Дюссельдорф       | Ju 88C, Do 17Z |
| 2 вересня 1940 — 15 листопада 1941  | Гілзе-Реєн        | Ju 88C, Do 17Z |
| 15 листопада 1941 — 4 січня 1942    | Катанія           | Ju 88C         |
| 4 — 16 січня 1942                   | Каламакі          | Ju 88C         |
| 16 січня — вересень 1942            | Катанія           | Ju 88C         |
| вересень — 8 листопада 1942         | Мелсбрук          | Ju 88C         |
| 8 — 15 листопада 1942               | Казо              | Ju 88C         |
| 15 листопада — 14 грудня 1942       | Лезіньян          | Ju 88C         |
| 14 грудня 1942 — 10 лютого 1943     | Мелсбрук          | Ju 88C         |
| 10 лютого — 23 травня 1943          | Кастельветрано    | Ju 88C         |
| 23 травня — 16 липня 1943           | Аквіно            | Ju 88C         |
| 16 липня — 10 жовтня 1943           | Пархім            | Bf 110C/D/E    |
| 10 — 21 жовтня 1943                 | Грайфсвальд       | Bf 110C/D/E    |
| 21 жовтня 1943 — березень 1944      | Кассель-Ротвестен | Ju 88C/R       |
| березень — 12 травня 1944           | Бад-Лангензальца  | Ju 88C/R       |
| 12 травня — 7 червня 1944           | Ейндговен         | Ju 88C/R       |
| 7 червня — 8 серпня 1944            | Шатоден           | Ju 88C/G       |
| 8 серпня — серпень 1944             | Діжон             | Ju 88C/G       |
| серпень — 15 листопада 1944         | Кассель-Ротвестен | Ju 88G         |
| 15 листопада 1944 — 28 березня 1945 | Твенте            | Ju 88G         |
| 28 березня — 4 квітня 1945          | Гронінген-Елде    | Ju 88G         |
| 4 — 6 квітня 1945                   | Ротенбург-Вюмме   | Ju 88G         |
| 6 квітня — 8 травня 1945            | Шлезвіг           | Ju 88G         |

### Основні райони базування II./NJG 2
| Час                              | Місто              | Підпорядкування                         | Основний літак |
| -------------------------------- | ------------------ | --------------------------------------- | -------------- |
| 1 листопада 1941 — 1 жовтня 1942 | Леуварден          | 1-ша нічна винищувальна дивізія/1-ша вд | Ju 88C         |
| 1 жовтня — листопад 1942         | Гілзе-Реєн         | 1-ша вд                                 | Ju 88C         |
| листопад 1942 — травень 1943     | Комізо             | II ПвК                                  | Ju 88C         |
| травень — липень 1943            | Аквіно             | II ПвК                                  | Ju 88C         |
| липень 1943 — 12 березня 1944    | Пархім             | —                                       | Ju 88C         |
| 12 березня — 26 квітня 1944      | Квакенбрюк         | —                                       |                |
| 26 квітня — червень 1944         | Кельн-Буцвайлергоф | 3-тя вд                                 | Ju 88C         |
| червень — серпень 1944           | Куломм'є           | 5-та вд                                 | Ju 88C         |
| серпень — грудень 1944           | Кельн-Буцвайлергоф | 3-тя вд                                 | Ju 88C, Ju 88G |
| грудень 1944 — березень 1945     | Фехта/Елде         | 2-га вд                                 | Ju 88G         |
| березень — травень 1945          | Поккінг            | 2-га вд                                 | Ju 88G         |

### Основні райони базування III./NJG 2
| Час                           | Місто                    | Підпорядкування                         | Основний літак |
| ----------------------------- | ------------------------ | --------------------------------------- | -------------- |
| березень — 1 жовтня 1942      | Гілзе-Реєн               | 1-ша нічна винищувальна дивізія/1-ша вд | Ju 88C         |
| 15 серпня — вересень 1943     | Штутгарт-Неллінген       | 5-та вд                                 | Ju 88C         |
| вересень — грудень 1943       | Схіпгол/Венло/ Нойруппін | 3-тя вд                                 | Ju 88C         |
| грудень 1943 — березень 1944  | Гілзе-Реєн               | 3-тя вд                                 | Ju 88C         |
| 27 березня — вересень 1944    | Лангендібах/ Твенте      | 3-тя вд                                 | Ju 88C, Ju 88G |
| вересень — листопад 1944      | Гютерсло                 | 3-тя вд                                 | Ju 88G         |
| листопад 1944 — березень 1945 | Маркс/ Фарель            | 3-тя вд                                 | Ju 88G         |
| березень — травень 1945       | Шлезвіг                  | 2-га вд                                 | Ju 88G         |

### Основні райони базування IV./NJG 2
| Час                           | Місто           | Підпорядкування | Основний літак |
| ----------------------------- | --------------- | --------------- | -------------- |
| жовтень — листопад 1944       | Мюнстер-Гандорф | 3-тя вд         | Ju 88G         |
| листопад 1944 — вересень 1943 | Каструп/Верлос  | 2-га вд         | Ju 88G         |

### Основні райони базування V./NJG 2
| Час                            | Місто     | Підпорядкування | Основний літак |
| ------------------------------ | --------- | --------------- | -------------- |
| 1 грудня 1944 — 29 квітня 1945 | Нойбіберг | 7-ма вд         | Ju 88G         |

### Основні райони базування Ergänzungsstaffel./NJG 2(резервна ескадрилья)
| Час                           | Місто      | Основний літак |
| ----------------------------- | ---------- | -------------- |
| жовтень 1940 — 19 серпня 1943 | Гілзе-Реєн | Ju 88          |
| 20 серпня — 14 жовтня 1943    | Пархім     | Ju 88          |

### Основні райони базування Schulstaffel./NJG 2(навчальна ескадрилья)
| Час                          | Місто  | Основний літак |
| ---------------------------- | ------ | -------------- |
| жовтень 1944 — 1 травня 1945 | Пархім | Ju 88          |

## Список кавалерів Лицарського хреста Залізного хреста NJG 2
Позначення
| Ім'я                          | Звання                  | Підрозділ  | Лицарського хреста | Лицарського хреста з дубовим листям | Лицарського хреста з дубовим листям та мечами | Лицарського хреста з дубовим листям, мечами та діамантами |
| ----------------------------- | ----------------------- | ---------- | ------------------ | ----------------------------------- | --------------------------------------------- | --------------------------------------------------------- |
| Вільгельм Бейер               | оберфельдфебель         | 3./NJG 2   | 10 жовтня 1941     |                                     |                                               |                                                           |
| Ганс Ган                      | лейтенант               | I./NJG 2   | 9 липня 1941       |                                     |                                               |                                                           |
| Антон Гайнеманн               | фанен-юнкер-фельдфебель | I./NJG 2   | 17 квітня 1945     |                                     |                                               |                                                           |
| Гайнц-Горст Гіссбах           | гауптман                | II./NJG 2  | 15 квітня 1945     |                                     |                                               |                                                           |
| Антон Гервік                  | оберфельдфебель         | 7./NJG 2   | 8 серпня 1944      |                                     |                                               |                                                           |
| Альфонс Кестер                | оберфельдфебель         | 3./NJG 2   | 29 жовтня 1942     |                                     |                                               |                                                           |
| Егмонт цур Ліппе-Вайссенфельд | оберлейтенант           | 3./NJG 2   | 16 квітня 1942     | 2 серпня 1943                       |                                               |                                                           |
| Карлос Нуджент                | фанен-юнкер-фельдфебель | I./NJG 2   | 17 квітня 1945     |                                     |                                               |                                                           |
| Горст Патушка                 | гауптман                | II./NJG 2  | 10 травня 1943     |                                     |                                               |                                                           |
| Еміль Пуш                     | оберфельдфебель         | штаб/NJG 2 | 9 листопада 1944   |                                     |                                               |                                                           |
| Гергард Рат                   | гауптман                | 1./NJG 2   | 24 червня 1944     | 15 квітня 1945                      |                                               |                                                           |
| Гайнц Реккер                  | оберлейтенант           | 2./NJG 2   | 27 липня 1944      | 12 березня 1945                     |                                               |                                                           |
| Генріх цу Зайн-Віттгенштайн   | гауптман                | 9./NJG 2   | 2 жовтня 1942      | 31 серпня 1943                      | 23 січня 1944                                 |                                                           |
| Рудольф Шенерт                | оберлейтенант резерву   | 4./NJG 2   | 25 липня 1942      | 11 квітня 1944                      |                                               |                                                           |
| Пауль Земрау                  | гауптман                | 3./NJG 2   | 7 жовтня 1942      | 17 квітня 1945                      |                                               |                                                           |